# Geografia da Bahia
A Geografia da Bahia é um campo de estudo da geografia com foco no estado brasileiro da Bahia, e é também um ramo da geografia da Região Nordeste do Brasil, que por sua vez é da geografia do Brasil. A Bahia está, no que se pode dizer, no ponto sub-colateral leste-nordeste em relação à cidade de Brasília e, ainda, no litoral do país sul-americano chamado Brasil.
Dentre os aspectos geográficos dessa disciplina, é possível destacar que a Bahia é o quinto estado do país em extensão territorial e equivale a 36,3% da área total do Nordeste brasileiro e 6,64% do território nacional. Na sua área de área de 564 733,177 quilômetros quadrados, cerca de 70% encontram-se na região do semiárido, sendo o maior litoral do Brasil, medindo 1 183 quilômetros, abrigando uma grande variedade de ecossistemas e favorecendo a atividade turística por sua rara beleza.

## Pontos extremos
- Norte: rio São Francisco, no município de Curaçá, 8° 32' S 39° 22' 49" O
- Sul: barra do Riacho Doce, no município de Mucuri, 18° 20' 07" S 39° 39' 48" O
- Leste: barra do Rio Real, no município de Jandaíra, 11° 27' 07" S 37° 20' 37" O
- Oeste: divisor de águas, no município de Formosa do Rio Preto, 11° 17' 21" S 46° 36' 59" O

## Relevo

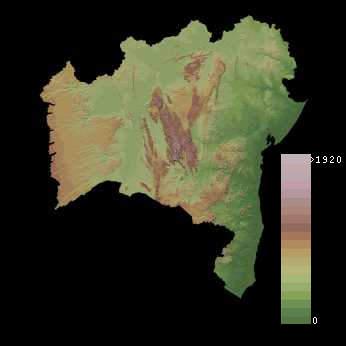
Mapa do relevo estadual, a partir da missão SRTM.

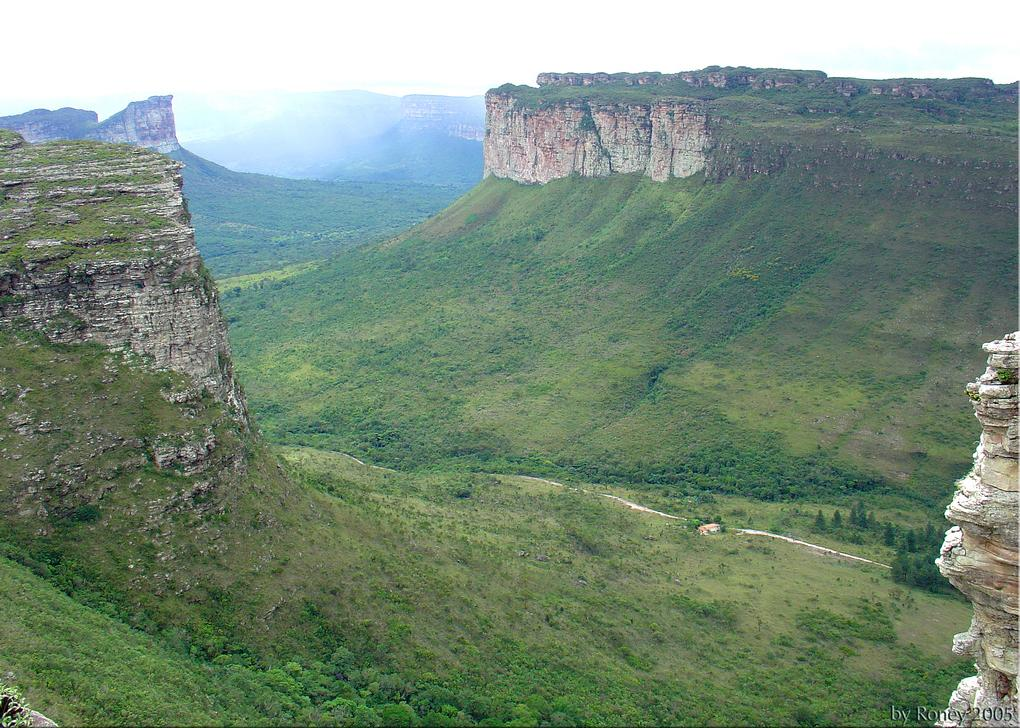
Vista da Chapada Diamantina.

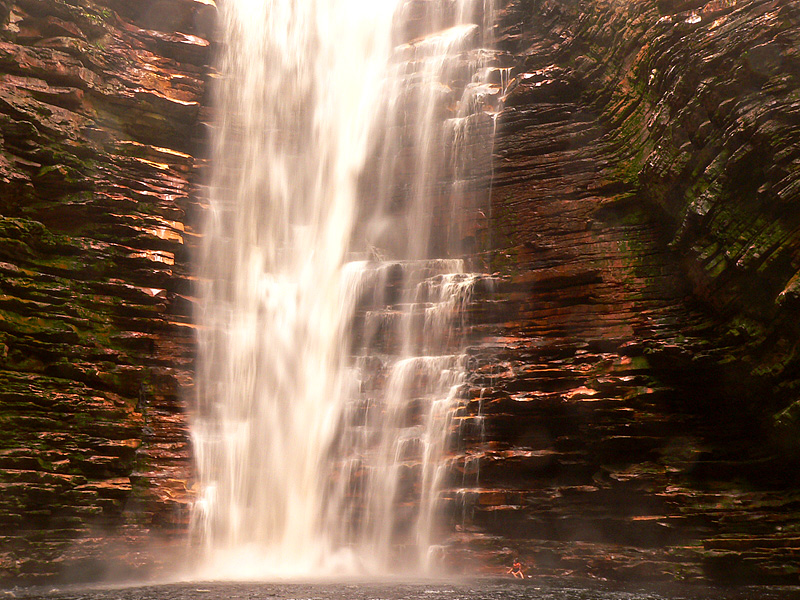
Cachoeira do Buracão em Ibicoara.

Com 561 026 quilômetros quadrados situados na fachada atlântica do Brasil, o relevo é caracterizado pela presença de planícies, planaltos, e depressões. Marcado pelas altitudes não muito altas, o ponto mais alto da Bahia é representado pelo Pico do Barbado, situado na Serra do Guarda Mor, próximo a Catolés (distrito de Abaíra), com cerca de 2 033 metros.
Os planaltos ocupam quase todo o estado, apresentando uma série de patamares, por onde cruzam rios vindos da serra do Espinhaço, que nasce no centro de Minas Gerais indo até o norte do estado, e da própria Chapada Diamantina, de formato tabular, marcando seus limites a norte e a leste. O planalto semiárido, localizado no sertão brasileiro, caracterizado por baixas altitudes.
As planícies estão situadas na região litorânea, onde a altitude não ultrapassa os 200 metros. Ali, surgem praias, dunas, restingas e até pântanos. Quanto mais se anda rumo ao interior, mais surgem terrenos com solos relativamente férteis, onde aparecem colinas que se estendem até o oceano.
Um único recorte no litoral baiano, determina o surgimento do Recôncavo baiano, cuja superfície apresenta solo variado, sendo muito pouco fértil em algumas áreas, enquanto em outras a fertilidade é favorecida pela presença do solo massapê, formado por terras de origem argilosa.
No interior, a Bahia é caracterizada por uma região acidentada próxima ao litoral, que vai se tornando mais plana à medida que se aproxima dos cerrados da região central do Brasil. Na área acidentada, destaca-se a existência de grandes chapadas e chapadões, a mais conhecida das quais a Chapada Diamantina. Essa chapada foi modelada pela contínua erosão dos picos da Serra do Espinhaço, uma cadeia de montanhas que se estende, com diferentes nomes, de Minas Gerais (Serra da Mantiqueira) até Pernambuco (Serra da Borborema).
Os chapadões, as chapadas e tabuleiros presentes no relevo mostram que a erosão trabalhou em busca de formas tabulares. Um conjunto de chapadões situados a oeste recebe, na altura do estado, o nome de Espigão Mestre.
As planícies aluviais se formam a partir dos rios Paraguaçu, Jequitinhonha, Itapicuru, de Contas, e Mucuri, que descem da região de planalto, enquanto o rio São Francisco atua na formação do vale do São Francisco, onde o solo apresenta formação calcária.

### Altitude
O território do Estado da Bahia se caracteriza por planaltos, tendo em vista que 90% do relevo situa-se acima dos 200 metros. Diversas áreas do estado apresentam altitudes acima dos 900 metros, as quais se concentram na região central e centro-leste do estado. A Chapada Diamantina e os planaltos de Conquista e Jaguaquara são os principais representantes das "áreas altas" do estado. Na Chapada Diamantina, em especial, ocorrem áreas montanhosas (setor Oeste e Sudoeste) e chapadões (setores Leste e Sul) onde as altitudes ultrapassam os 1 400 metros, sendo que nas primeiras situam-se as maiores elevações do Estado e da Região Nordeste, que são o Pico do Barbado, com 2080 metros, e o Pico das Almas, com 1 850 metros.
Já o Vale do São Francisco apresenta altitudes médias de 400 metros, em função do avançado estágio de erosão fluvial. Esta área rebaixada é ladeada, a Oeste, pelas Chapadas da Serra Geral de Goiás e pelos planaltos relacionados, com altitudes entre 700 e 900 metros em média. A região relativamente baixa, ainda relacionada ao vale do São Francisco, se prolonga pelo norte do estado, junto a divisa com o estado de Pernambuco.

### Pontos culminantes
Os pontos culminantes, ou seja, as maiores altitudes registradas no estado são:
- Pico do Barbado, com 2 033,3 metros, localizado na Serra dos Barbados, entre os municípios de Abaíra e Rio do Pires (13° 17' 47" S 41° 54' 26" O).
- Pico das Almas, com 1 836 metros, localizado entre os municípios de Érico Cardoso, Livramento de Nossa Senhora e Rio de Contas, na Serra das Almas (13° 31' 38" S 41° 57' 51" O).

## Clima

Tipos climáticos da Bahia.

Devido à sua latitude, o clima tropical predomina em toda a Bahia, apresentando temperaturas elevadas, em que as médias de temperatura anuais, em geral ultrapassam os 27 graus Celsius, entretanto na serra do Espinhaço as temperaturas são mais amenas e agradáveis, podendo chegar aos 5 graus Celsius no inverno. Contudo, no sertão, o clima é o semiárido e árido. O clima árido só é encontrado no Raso da Catarina, região mais quente do Brasil, em que os índices pluviométricos são bastantes baixos, sendo comum os longos períodos de seca, onde se chega aos 43 graus Celsius, situado no nordeste da Bahia. O recorde de temperatura do Brasil foi de 50,4 graus Celsius no Raso da Catarina.
Há distinções apenas quanto aos índices de precipitação em cada uma das diferentes regiões. Enquanto que no litoral e na região de Ilhéus, a umidade é maior, e os índices de chuvas podem ultrapassar os 1 500 milímetros anuais, no sertão pode não chegar aos 300 milímetros anuais.
A estação das chuvas é irregular, consequentemente podendo falhar totalmente em certos anos, desencadeando a seca, que é mais marcante no interior, com exceção para região do vale do rio São Francisco.

## Vegetação

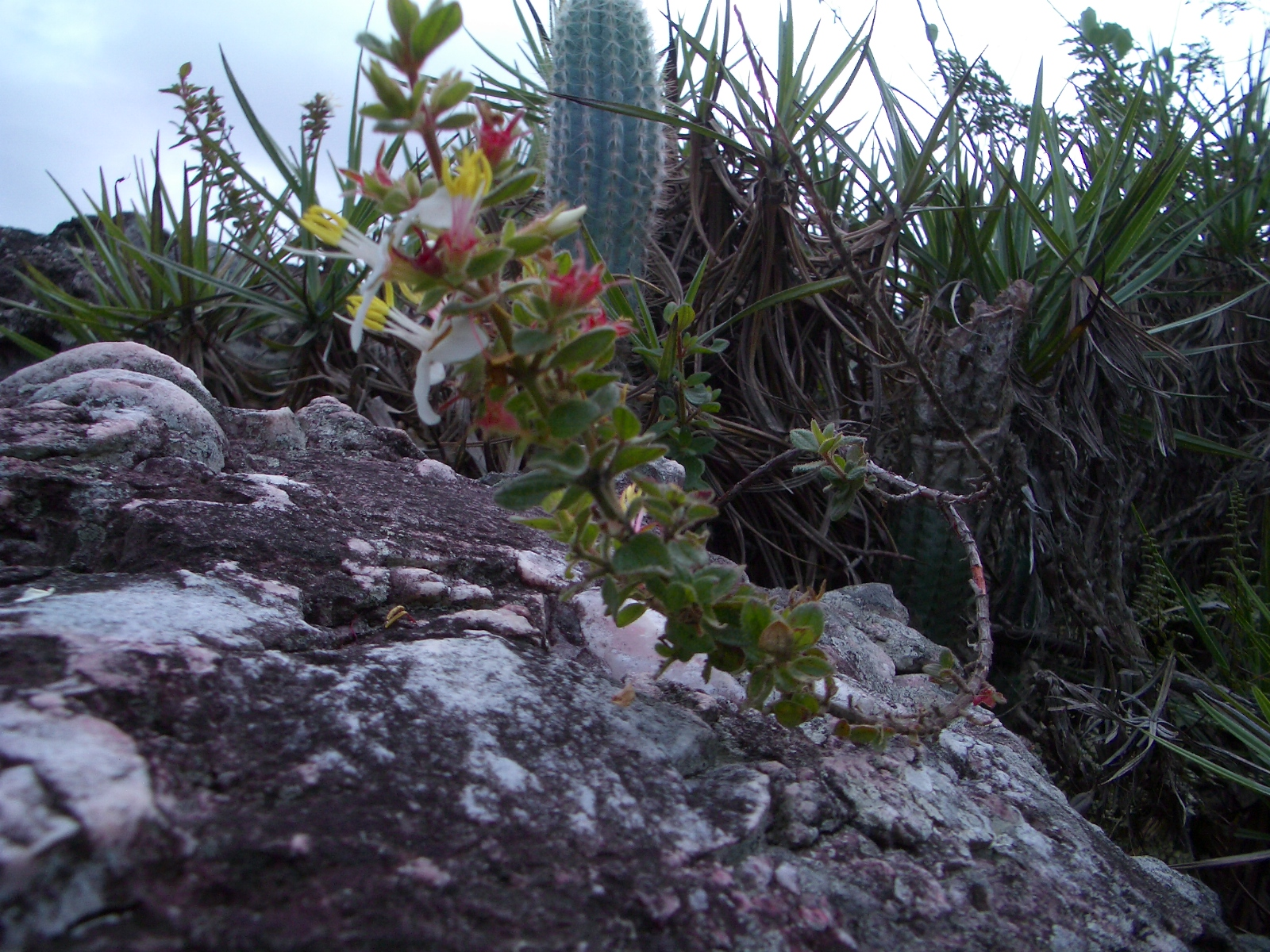
Vegetação da Chapada Diamantina.

Possui três tipos variados de vegetação, sendo a caatinga predominante sobre a floresta tropical úmida e o cerrado.
A caatinga se localiza em toda a região norte, na área da depressão do São Francisco, e na serra do Espinhaço, deixando para o cerrado apenas a parte ocidental, e para a floresta tropical úmida, o sudeste.
No interior as estações de seca são mais marcantes, com exceção para região do vale do rio São Francisco.
Na serra do Espinhaço as temperaturas são mais amenas e agradáveis.
Os índices pluviométricos no sertão são bastantes baixos, podendo não chegar aos 300 milímetros anuais. Ali ocorrem comumente longos períodos de seca.

## Hidrografia

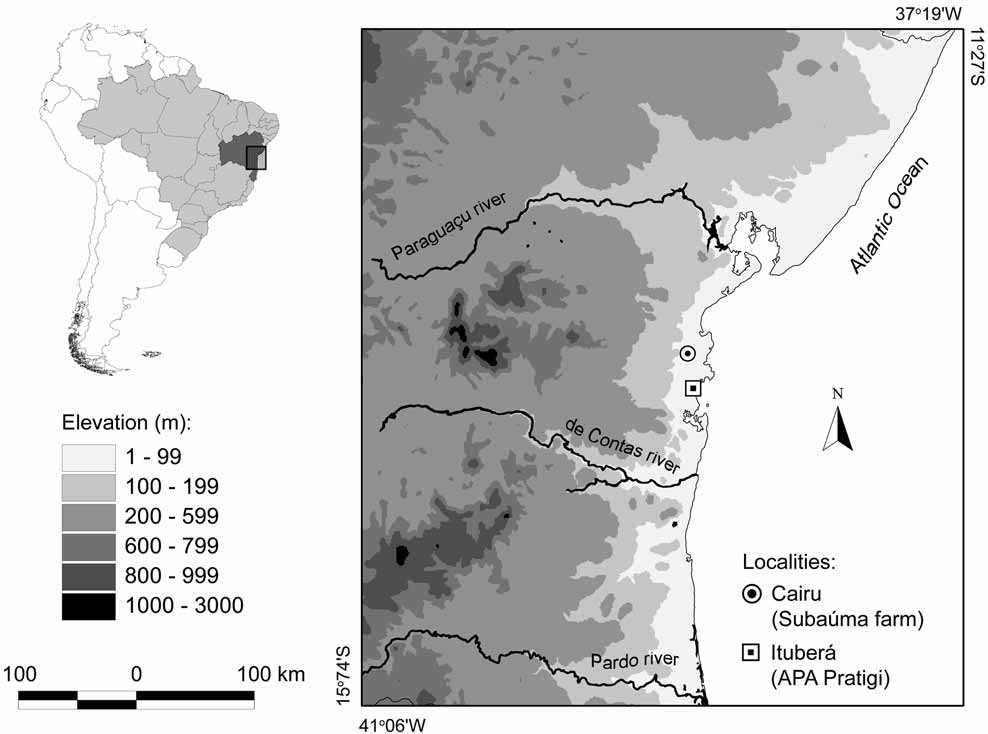
Mapa de três dos principais rios do sul baiano, inseridos na região hidrográfica do Atlântico Leste.

O principal rio é o São Francisco, que corta o estado na direção sul–norte. É navegável desde a divisa com Minas Gerais até as proximidades de Pernambuco, sendo um importante fonte de renda por ele banhados graças a várias opções para a pesca. Com importância sinônima, os rios Paraguaçu e o de Contas que somam-se os rios Jequitinhonha, Itapicuru, Capivari, entre outros.

## Litoral

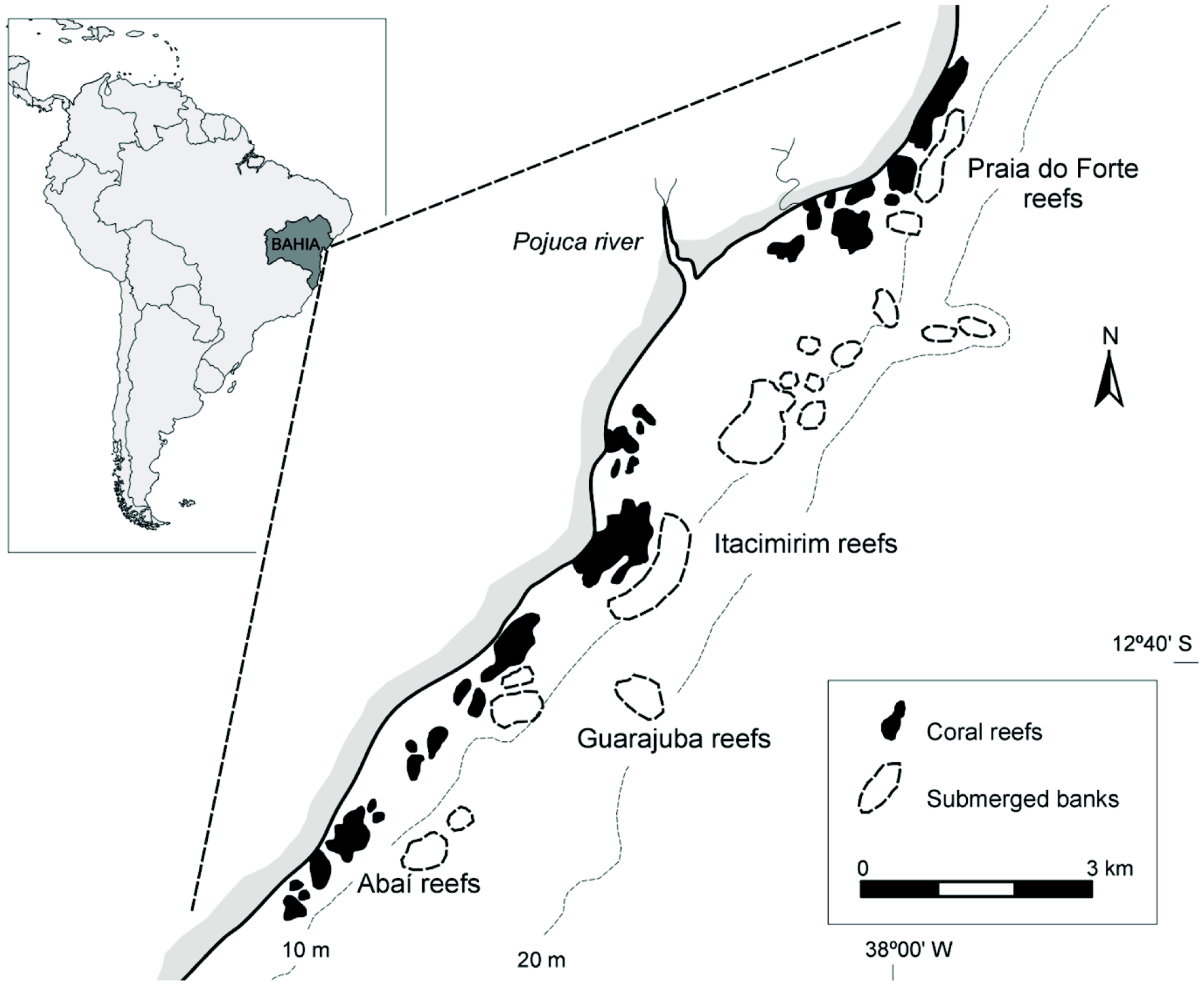
Mapa de recifes de coral do Litoral Norte.

É o estado brasileiro com o maior litoral. Nessa extensão litorânea pode-se encontrar praias tropicais, falésias multicoloridas, manguezais, ilhas e diversos pontos de encontro entre rios e o mar. É um dos melhores locais do mundo para observação de baleias (especialmente na região conhecida como Costa das Baleias) e ainda mergulhos em águas onde a visibilidade submarina é superior a 20 metros. Além das atratividades naturais, o litoral baiano também é perfeito para a prática de esportes náuticos: regata, canoagem, remo e vela são alguns dos exemplos. O surfe também é muito procurado e oferece condições propícias para a prática.
A Baía de Todos-os-Santos é a maior baía tropical do Atlântico, formando o principal destino para o turismo náutico no estado. São mais de mil quilômetros de espelho d'água, banhando 18 municípios e 56 ilhas.
A partir dessa baía, estabelece-se três grandes setores litorâneos: Litoral Norte, Salvador/Baía de Todos os Santos e Litoral Sul. Estes subdividem-se, ao todo, em seis subsetores. Em sentido norte–sul, o primeiro é Litoral Norte I, cujos 150 quilômetros de extensão espalhados por 10 municípios (Jandaíra, Esplanada, Conde, Entre Rios, Cardeal da Silva, Itanagra, Mata de São João, Araçás (Bahia), Catu e Pojuca) iniciam em Mangue Seco, na divisa com Sergipe, e termina na foz do Rio Pojuca, que é a divisa entre Entre Rios e Mata de São João. Em continuidade, estão os 50 quilômetros do Litoral Norte II, no qual estão localizados os municípios de Dias d'Ávila, Camaçari e Lauro de Freitas. Após Lauro de Freitas, está o subsetor cidade de Salvador e Baía de Todos os Santos, que se estende por 230 quilômetros e 18 municípios (Salvador, Simões Filho, Candeias, São Francisco do Conde, São Sebastião do Passé, Santo Amaro, Madre de Deus, Cachoeira, São Félix, Saubara, Salinas da Margarida, Itaparica, Vera Cruz, Maragogipe, Aratuípe, Nazaré, Jaguaripe e São Felipe). O Litoral Baixo Sul inicia-se no município de Valença (foz do rio Jiquiriçá) até Maraú (foz do Rio de Contas), estendendo-se por 246 quilômetros e oito municípios (Valença, Cairu, Taperoá, Nilo Peçanha, Ituberá, Igrapiúna, Maraú e Camamu). Após, está a Zona Cacaueira que cobre dez municípios (Itacaré, Uruçuca, Ilhéus, Una, Santa Luzia, Canavieiras, Belmonte, Camacan, Itabuna e Buerarema) por 180 quilômetros até a foz do rio Jequitinhonha. Por último, estão os 325 quilômetros do Extremo Sul até a divisa com o Estado do Espírito Santo, cobrindo sete municípios (Santa Cruz Cabrália, Porto Seguro, Prado, Alcobaça, Caravelas, Nova Viçosa e Mucuri).
Ilhéus é o município com a maior costa do estado. Porto Seguro (85 quilômetros), Prado (84 quilômetros), Salvador (50 quilômetros), Conde (44 quilômetros) Camaçari (42 quilômetros) e Vera Cruz (40 quilômetros) estão entre municípios de maior extensão costeira.

## Preservação ambiental
Foram criadas 36 áreas de proteção ambiental (APA), totalizando 128 Unidades de Conservação cadastradas no estado, instituídas por decretos e portarias federais, estaduais e municipais. A incidência das APA se deve a sua adequação e orientação às atividades humanas sendo mais flexíveis. Considerando os diferentes biomas, cerrado, caatinga e floresta (Mata Atlântica), constata-se que com maior percentual de Unidades de Conservação encontra-se em áreas de florestas devido à sua fragmentação e estado de degradação. As Reservas Particulares surgem como opção de preservação totalizando 46 unidades.
Na Região Metropolitana de Salvador, estão situadas algumas áreas verdes e parques que guardam grandes espaços de vegetação. São eles: o Parque Metropolitano de Pituaçu, o Parque Metropolitano Lagoas e Dunas do Abaeté, o Parque Zoobotânico Getúlio Vargas (ou Jardim Zoológico de Salvador), o Jardim Botânico de Salvador, o Parque da Cidade Joventino Silva (ou Parque da Cidade).
No Baixo Sul, região formada pelos municípios de Nilo Peçanha, Camamu, Cairu, Igrapiúna, Ibirapitanga, Ituberá, Piraí do Norte, Taperoá, Valença, Maraú e Presidente Tancredo Neves, é considerado como um mosaico de Áreas de Proteção Ambiental (APAs), sendo constituído por cinco delas: Pratigi, Guaibim, Caminhos Ecológicos da Boa Esperança, Tinharé/Boipeba e Baía de Camamu. As riquezas naturais — matas, praias, rios, cachoeiras, manguezais, restingas, coqueiros — constituem a maior parte de sua paisagem.

### Unidades de conservação
Como em todo o Brasil, na Bahia também existem áreas de preservação e conservação, que são geridas pela Secretaria de Meio Ambiente e Recursos Hídricos, protegidas por lei e têm sua função determinada pelas categorias de Proteção Integral e Uso Sustentável, definidas pela Lei 9985 de 2000, Sistemas de Unidades de Conservação (SNUC), e uma delas é a educação ambiental. Abaixo estão listados as áreas de conservação e preservação localizadas na Bahia.
Além das UC existentes, há projetos de criação outras áreas para proteger os vestígios de mata Atlântica que ainda sobrevivem no sul e extremo sul da Bahia, como Monumento Natural de Pancada Grande na divisa entre os municípios de Ituberá e Igrapiúna com uma área de 613 hectares, Refúgio de Vida Silvestre e Parque Nacional de Boa Nova abrangendo os municípios de Boa Nova, Manoel Vitorino e Dário Meira, Área de Proteção Ambiental e Parques Nacional e Estadual do Alto Cariri no limite de Minas Gerais e Bahia. e Parque Nacional das Serras das Lontras, Javi e Quati nos municípios de Una e Arataca em 16 520 hectares

#### Parques nacionais

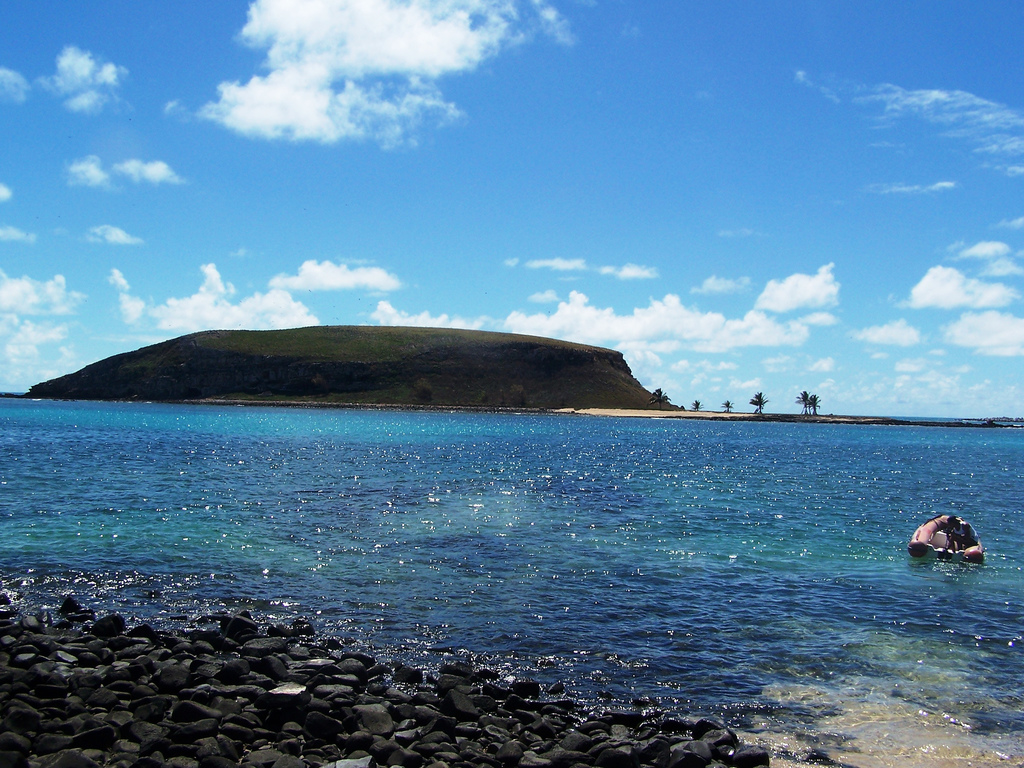
Ilha Redonda, Arquipélago de Abrolhos.

Através de decretos e portarias federais foram instituídos sete parques nacionais no estado da Bahia. São eles:
- O Parque Nacional Marinho dos Abrolhos, fica localizado no arquipélago marinho de Abrolhos, no sul do litoral baiano. Foi o primeiro parque nacional marinho do Brasil.
- O Parque Nacional da Chapada Diamantina, fica localizado na Chapada Diamantina, abrangendo cinco municípios baianos.
- O Parque Nacional do Descobrimento, fica localizado no município de Prado e faz parte das Reservas de Mata Atlântica da Costa do Descobrimento. Apesar de ter forte potencial para o turismo ecológico, ainda não está aberto aos visitantes.
- O Parque Nacional Grande Sertão Veredas, fica localizado entre os estados de Minas Gerais e Bahia
- O Parque Nacional de Monte Pascoal, fica localizado na Costa do Descobrimento e também faz parte das Reservas de Mata Atlântica da Costa do Descobrimento.
- Parque Nacional das Nascentes do Rio Parnaíba, fica localizados entre os estados de Piauí, Maranhão, Bahia e Tocantins. Foi criado pelo IBAMA através do Decreto de 16 de julho de 2002 e com uma área de 729 813,551 hectares.
- O Parque Nacional Pau Brasil, fica localizado na Costa do Descobrimento e também compõe as Reservas de Mata Atlântica da Costa do Descobrimento.

#### Parque estaduais
Através de decretos e portarias estaduais foram instituídos três parques estaduais da Bahia. São eles:
- O Parque Estadual da Serra do Conduru, fica localizado entre os municípios de Ilhéus, Itacaré e Uruçuca e possui 9 275 hectares de área.
- O Parque Estadual Morro do Chapéu, fica localizado no município de Morro do Chapéu, incluso na bacia hidrográfica do Rio Paraguaçu.
- O Parque Estadual Sete Passagens fica localizado no município de Miguel Calmon. Nesse parque fica as nascentes das bacias hidrográficas do Rio Paraguaçu e do Rio Salitre e está incluso também bacia do Rio Itapirucu.

#### Monumentos naturais
Os monumentos naturais são unidades de conservação de proteção integral, pretende preservar sítios naturais raros, singulares ou de grande beleza cênica e a Bahia possui dois, que são:
- O Monumento Natural dos Canions do Subaé está localizado no município de Santo Amaro da Purificação e possui 404,15 hectares de área.
- O Monumento Natural da Cachoeira do Ferro Doido está localizado no município de Morro do Chapéu, incluso na bacia hidrográfica do Rio Paraguaçu e possui uma área estimada em 400 hectares.

#### Estações ecológicas

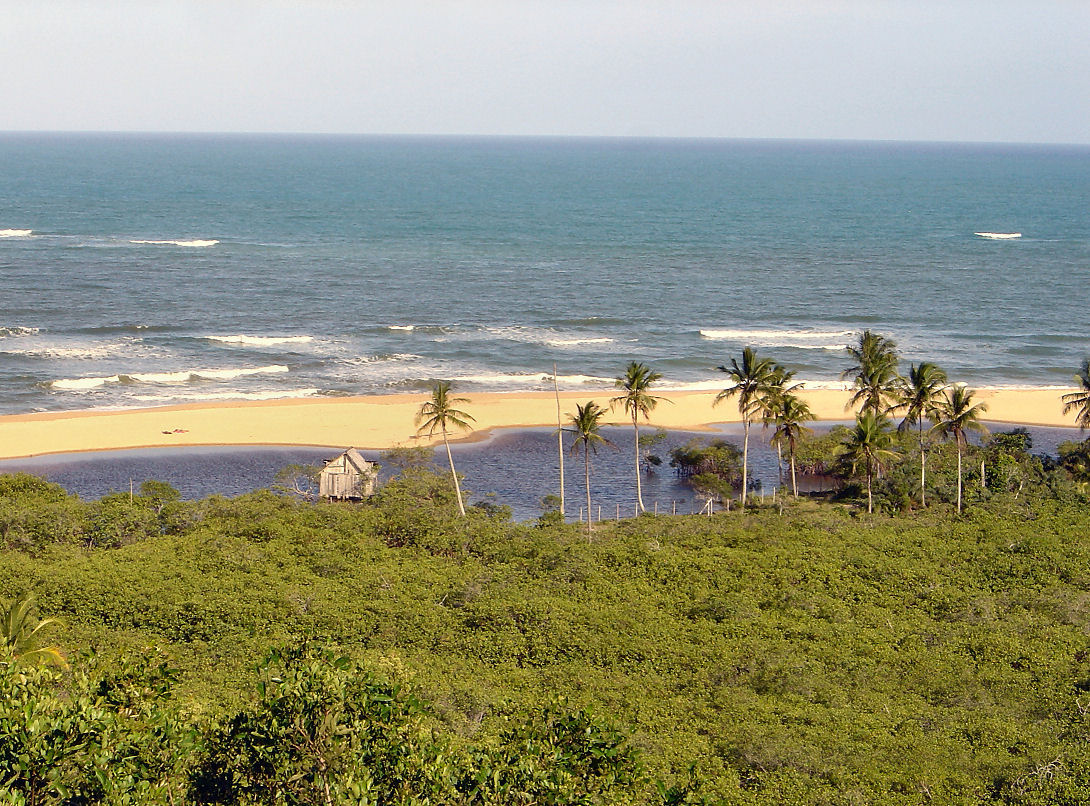
Praia em Trancoso.

As estações ecológicas são unidades de conservação que dão preferência ao desenvolvimento de pesquisas científicas. No Estado da Bahia há três.
- A Estação Ecológica de Rio Preto está localizada entre os os municípios de Formosa do Rio Preto e Santa Rita de Cássia e possui uma área total de aproximadamente 4 536 hectares.
- A Estação Ecológica de Wenceslau Guimarães está localizada no município de Wenceslau Guimarães, incluso na bacia hidrográfica do Recôncavo Sul, sub-bacia Rio das Almas (ou Jequié) e possui 2 418 hectares de área.
- A Estação Ecológica Raso da Catarina, está localizada no município de Paulo Afonso e possui 105 282 hectares de área, criado em 2001.
- A Estação Ecológica Serra Geral do Tocantins, está localizada nos municípios de Jaborandi (Bahia) e Cocos e possui 128.521 hectares de área, criado em 13 de dezembro de 2002.[23]

#### Áreas de relevante interesse ecológico
As áreas de relevante interesse ecológico (ARIE) geralmente possuem uma pequena área, mas com espécies únicas e/ou muito raras. No Estado da Bahia estão localizados três dessas.
- A ARIE Serra do Orobó está localizada entre os municípios de Rui Barbosa e Itaberaba e possui 7 397 hectares de área. Nesse ARIE pode-se encontra três biomas, a caatinga, cerrado e mata Atlântica.
- A ARIE Nascentes do Rio de Contas está localizados entre os municípios de Abaíra e de Piatã e possui 4 771 hectares de área.

#### Reservas particulares do patrimônio natural
As reservas particulares do patrimônio natural (RPPN) são áreas privadas, gravadas com perpetuidade, com o objetivo de conservar a diversidade biológica. De acordo com dados do IBAMA de janeiro de 2008, as RPPN federais que existem na Bahia estão listadas abaixo.
- A RPPN Fazenda Boa Vista está localizada no município de Malhada e possui 1 500 hectares de área.
- A RPPN Lagoa do Formoso está localizada no município de Cocos e possui 502 hectares de área.
- A RPPN Fazenda Morrinhos está localizada no município de Queimadas e possui 192 hectares de área.
- A RPPN Fazenda Lontra/Saudade está localizada no município de Entre Rios e possui 1 377,33 hectares de área.
- A RPPN Fazenda Kaybi está localizada no município de Ubaíra e possui cinco hectares de área.
- A RPPN Agda está localizada no município de Pojuca e possui 13,39 hectares de área.
- A RPPN Adilia Paraguaçu Batista está localizada no município de Mucugê e possui 70 hectares de área.
- A RPPN Fazenda Itacira está localizada no município de Itapebi e possui 100 hectares de área.
- A RPPN Fazenda Boa Vista está localizada no município de Malhada e possui 1 700 hectares de área.
- A RPPN Fazenda Sossego está localizada no município de Uruçuca e possui 4,7 hectares de área.
- A RPPN Fazenda Pé de Serra está localizada no município de Ibotirama e possui 1 259,2 hectares de área.
- A RPPN Fazenda Boa Vista está localizada no município de Malhada e possui 2 000 hectares de área.
- A RPPN Juerama está localizada no município de Maraú e possui 27 hectares de área.
- A RPPN Fazenda Forte está localizada no município de Malhada e possui 1 500 hectares de área.
- A RPPN Fazenda Flor de Liz está localizada no município de Ribeira do Pombal e possui cinco hectares de área.
- A RPPN Fazenda Coqueiros está localizada no município de Simões Filho e possui 86,96 hectares de área.
- A RPPN Fazenda Boa Aventura está localizada no município de Barra e possui 4 750 hectares de área.
- A RPPN Fazenda Ararauna está localizada no município de Una e possui 39 hectares de área.
- A RPPN Reserva da Peninha está localizada no município de Cachoeira e possui 350 hectares de área.
- A RPPN Reserva Caroá está localizada no município de Santana e possui 220 hectares de área.
- A RPPN Reserva Fugidos está localizada no município de Piraí do Norte e possui 450,02 hectares de área.
- A RPPN Reserva Nat. da Serra do Teimoso está localizada no município de Jussari e possui 200 hectares de área.
- A RPPN Reserva Salto Apepique está localizada no município de Ilhéus e possui 118 hectares de área.
- A RPPN Araçari está localizada no município de Itacaré e possui 110 hectares de área.
- A RPPN da Mata Atlântica da Manona está localizada no município de Porto Seguro e possui sete hectares de área.
- A RPPN Guara está localizada no município de Cocos e possui 1 050 hectares de área.
- A RPPN Reserva Panema está localizada no município de São Sebastião do Passé e possui 216 hectares de área.
- A RPPN Fazenda Paraíso está localizada no município de Uruçuca e possui 26 hectares de área.
- A RPPN Lagoa do Peixe está localizada no município de Caravelas e possui 31 hectares de área.
- A RPPN Reserva Estação Veracruz está localizada no município de Porto Seguro e possui 6 069 hectares de área.
- A RPPN Guara I e II está localizada no município de Cocos e possui 633 hectares de área.
- A RPPN Fazenda Arte Verde está localizada no município de Ilhéus e possui 10 hectares de área.
- A RPPN Lagoa das Campinas está localizada no município de Palmas de Monte Alto e possui 1 000 hectares de área.
- A RPPN Fazenda São João está localizada no município de Ilhéus e possui 25 hectares de área.
- A RPPN Fazenda Retiro está localizada no município de Malhada e possui 3 000 hectares de área.
- A RPPN Fazenda Pindorama está localizada no município de Itabela e possui 47 hectares de área.
- A RPPN São Francisco da Trijunção está localizada no município de Cocos e possui 162 hectares de área.
- A RPPN Fazenda Piabas está localizada no município de Queimadas e possui 110 hectares de área.
- A RPPN São Joaquim da Cabonha APA I, APA II está localizada no município de Cachoeira e possui 257 hectares de área.
- A RPPN Portal Curupira está localizada no município de Porto Seguro e possui 50 hectares de área.
- A RPPN Boa União está localizada no município de Ilhéus e possui 112,81 hectares de área.
- A RPPN Pedra do Sabiá está localizada no município de Itacaré e possui 22 hectares de área.
- A RPPN Rio do Brasil está localizada no distrito de Trancoso, município de Porto Seguro e possui área de 1 100 hectares.
- A RPPN Rio dos Monos está localizada no município de Barra do Choça e possui 8,85 hectares de área.
- A RPPN Rio Jardim está localizada no município de Porto Seguro e possui 6,93 hectares de área.
- A RPPN Fazenda Avaí está localizada no município de Caravelas e possui 469,1 hectares de área.
- A RPPN Helico está localizada no município de Ilhéus e possui 65 hectares de área.
- A RPPN Rio Capitão está localizada no município de Itacaré e possui 385,49 hectares de área.
- A RPPN Carroula está localizada no município de Prado e possui 15 hectares de área.
- A RPPN das Dunas está localizada no município de Camaçari e possui 78 hectares de área.
- A RPPN Mãe da Mata está localizada no município de Ilhéus e possui 13 hectares de área.
- A RPPN Córrego dos Bois está localizada no município de Palmeira e possui 50 hectares de área.
- A RPPN Dunas de Santo Antônio está localizada no município de Mata de São João e possui 370,72 hectares de área.
- A RPPN Ecoparque de Una está localizada no município de Una e possui 83,28 hectares de área.
- A RPPN Estância Manacá está localizada no município de Ibicaraí e possui 95 hectares de área.
- A RPPN Reserva Itaguari está localizada no município de Cocos e possui 4 000 hectares de área.
- A RPPN Fazenda Água Branca está localizada no município de Valença e possui 97 hectares de área.
- A RPPN Cajueiro está localizada no município de Esplanada e possui 379 hectares de área.
- A RPPN Olho-de-fogo-rendado está localizada no município de São Sebastião do Passé e possui 103,73 hectares de área.
- A RPPN Curió está localizada no município de São Sebastião do Passé e possui 13,39 hectares de área.

#### Áreas de proteção ambiental

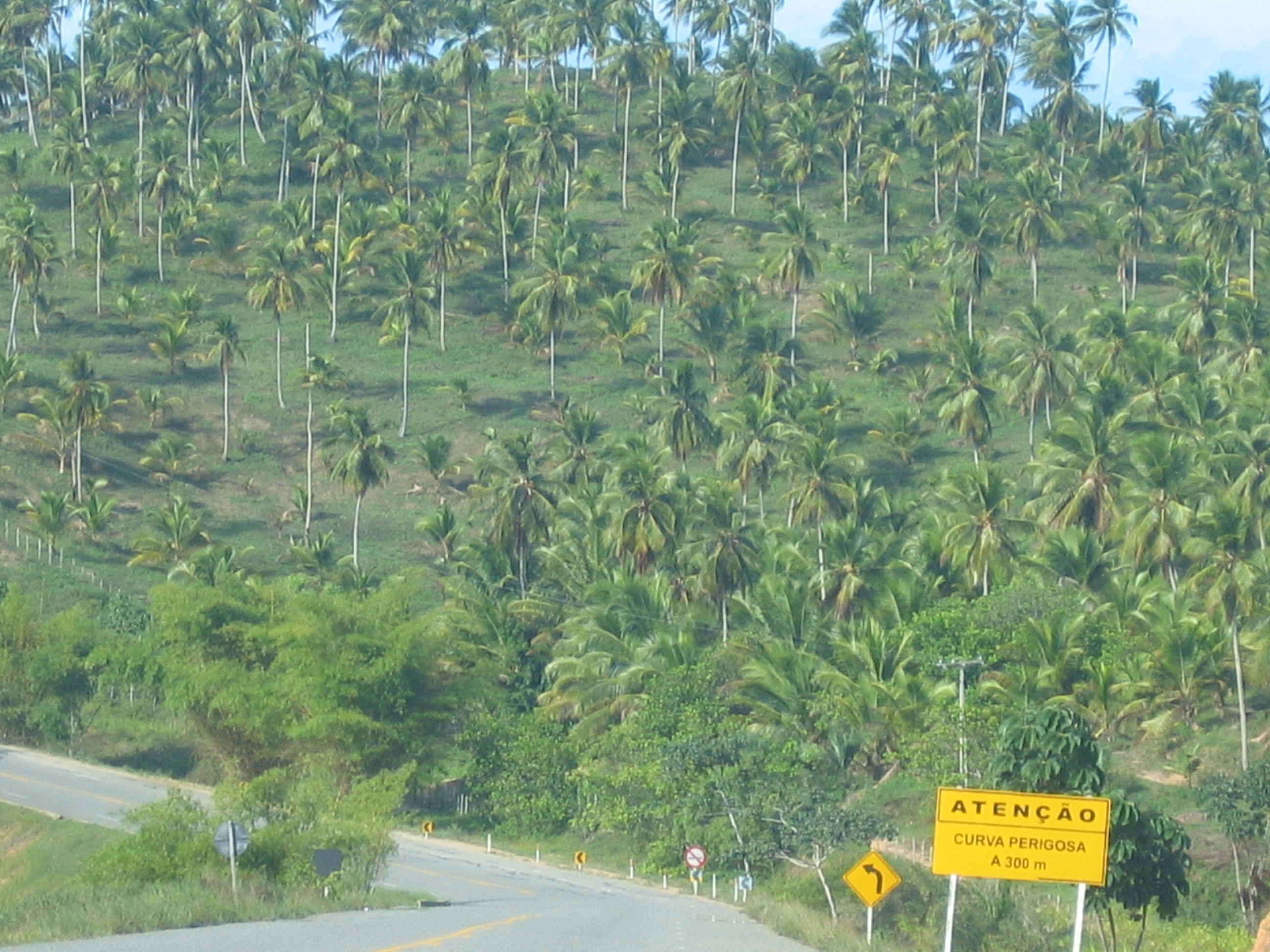
Coqueiral na Linha Verde.

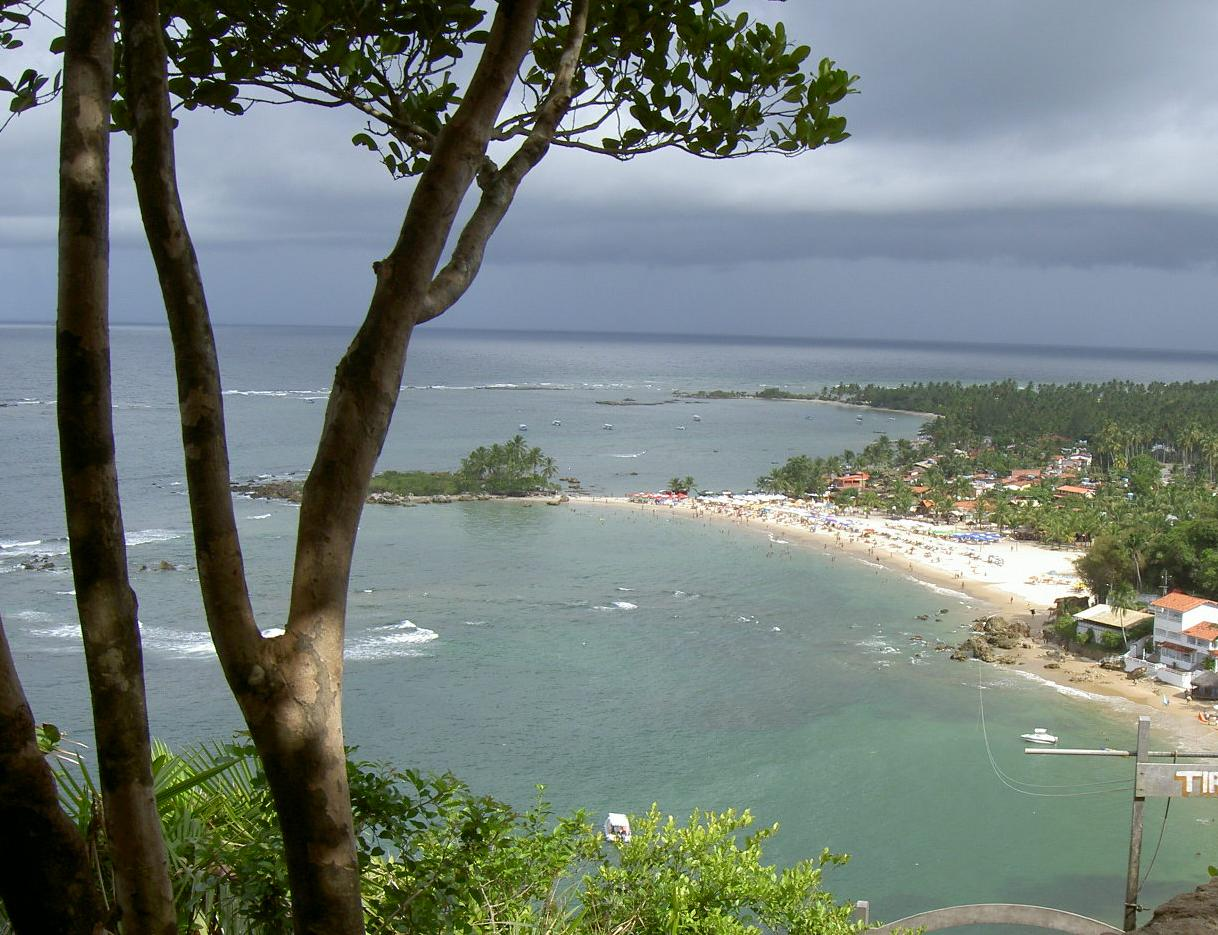
Morro de São Paulo, Coqueiral na Linha Verde.

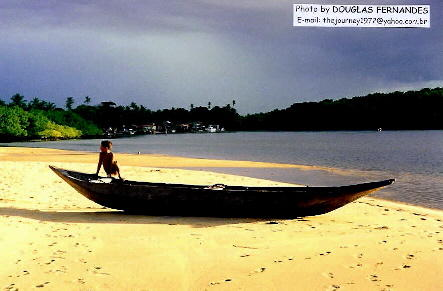
Uma embarcação numa das margens do Rio Caraíva, Distrito de Caraíva, Porto Seguro.

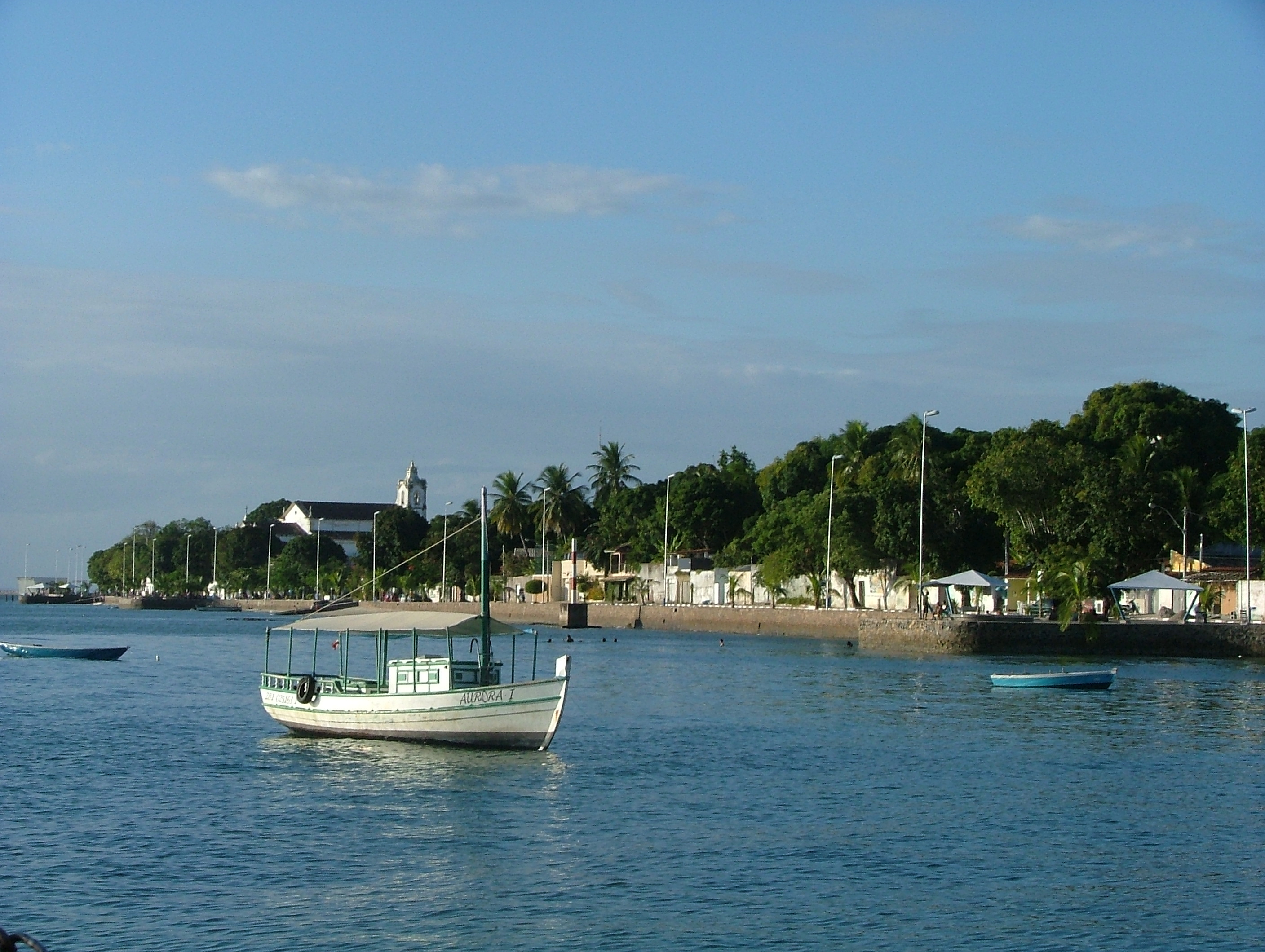
Ilha de Itaparica.

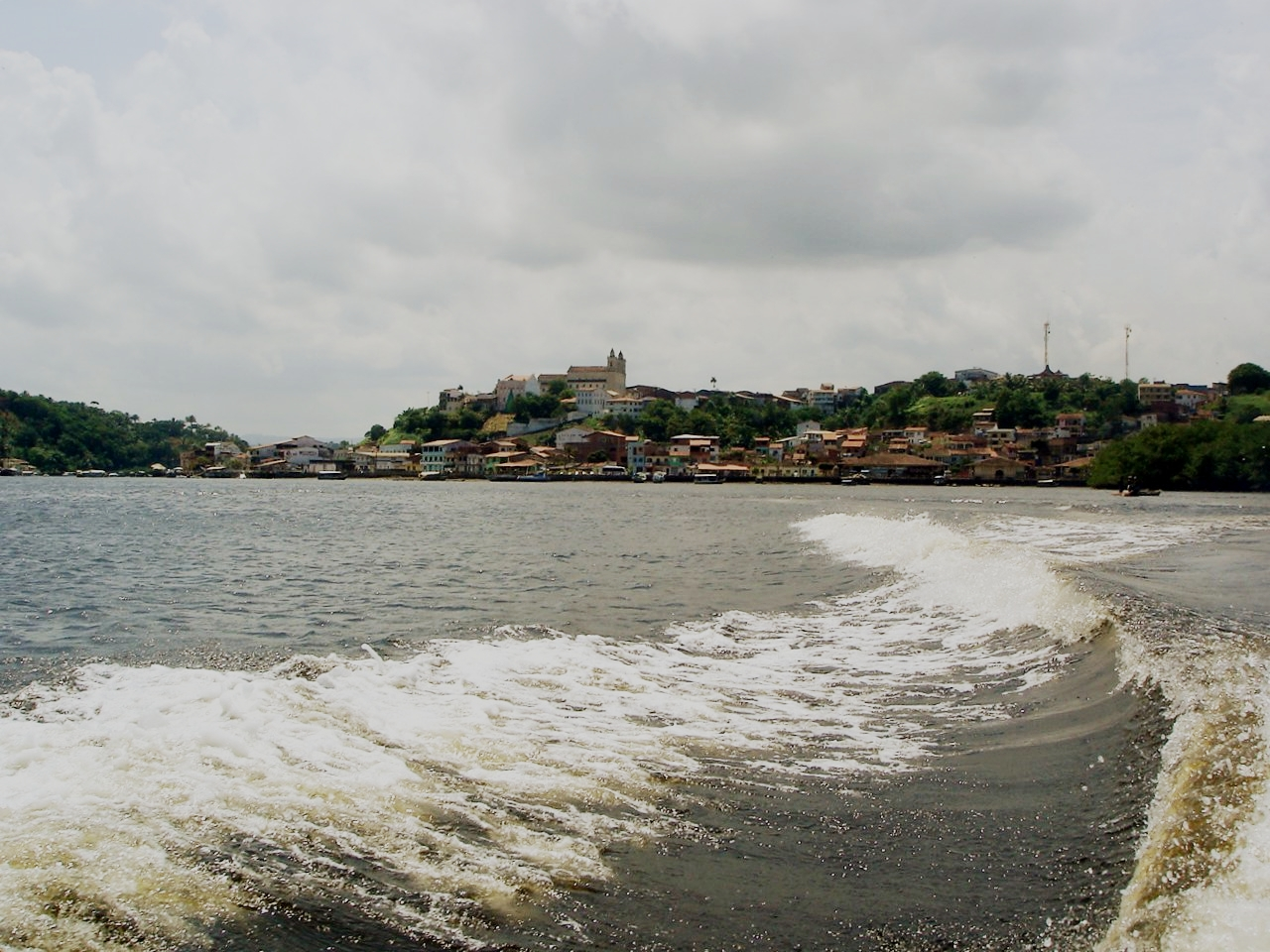
Camamu.

As áreas de proteção ambiental (APA) geralmente possuem uma grande área com ocupação humana, e que visa o desenvolvimento sustentável e conciliar o ser humano com o meio ambiente. Na Bahia há 32 APA.
- APA Gruta dos Brejões - Veredas do Romão Gramacho está localizada entre os municípios de João Dourado, Morro do Chapéu e São Gabriel e possui 11 900 hectares de área.
- APA Joanes-Ipitanga, está localizada entre os municípios de Camaçari, Simões Filho, Lauro de Freitas, São Francisco do Conde, Candeias, São Sebastião do Passé, Salvador e Dias d'Ávila e possui 64 463 hectares de área.
- APA Serra do Ouro está localizada no município de Iguaí e possui 50 667,62 hectares de área.
- APA Serra do Barbado está localizada entre os municípios de Abaíra, Érico Cardoso, Jussiape, Piatã, Rio de Contas e Rio do Pires e possui 63 652 hectares de área.
- APA Serra Branca - Raso da Catarina está localizada no município de Jeremoabo e possui 67 234 hectares de área.
- APA São Desidério está localizada no município de São Desidério.
- APA Santo Antonio está localizada entre os municípios de Santa Cruz Cabrália e Belmonte e possui 23 000 hectares de área.
- APA Rio Preto está localizada entre os municípios de Formosa do Rio Preto, Santa Rita de Cássia e Mansidão
- APA Rio Capivara está localizada no município de Camaçari e possui 1 800 hectares de área.
- APA Pratigi está localizada entre os municípios de Igrapiúna, Ituberá, Nilo Peçanha, Ibirapitanga e Piraí do Norte e possui 85 686 hectares de área.
- APA Ponta da Baleia - Abrolhos está localizada entre os municípios de Prado, Alcobaça, Caravelas e Nova Viçosa, possui 346 000 hectares de área.
- APA Plataforma Continental do Litoral Norte está localizada do Farol de Itapuã, em Salvador, até a divisa com o Sergipe, em Jandaíra, e possui 362 266 hectares de área.
- APA Mangue Seco está localizada no município de Jandaíra e possui 3 395 hectares de área.
- APA Litoral Norte está localizada entre os municípios de Mata de São João, Entre Rios, Esplanada, Conde e Jandaíra e possui 142 000 hectares de área.
- APA Lagoas e Dunas do Abaeté, está localizada no município de Salvador e possui 1 800 hectares de área.
- APA Lagoas de Guarajuba está localizada no município de Camaçari e possui 230 hectares de área.
- APA Lagoa Encantada e Rio Almada está localizada entre os municípios de Ilhéus, Uruçuca, Itajuípe, Coaraci e Almadina e possui 157 745 hectares de área.
- APA Lagoa de Itaparica está localizada entre os municípios de Xique-Xique e Gentio do Ouro e possui 78 450 hectares de área.
- APA Lago do Sobradinho está localizada entre os municípios de Casa Nova, Remanso, Pilão Arcado, Sento Sé e Sobradinho e possui 1 000 000 hectares de área.
- APA Lago de Pedra do Cavalo está localizada entre os municípios de Feira de Santana, Antônio Cardoso, Santo Estêvão, Cabaceiras do Paraguaçu, Governador Mangabeira, Muritiba, São Félix, Cachoeira, Conceição da Feira e São Gonçalo dos Campos e possui 30 156 hectares de área.
- APA Ilhas de Tinharé e Boipeba está localizada no município de CAIRU e possui 2 222 hectares de área.
- APA Dunas e Veredas do Baixo-Médio São Francisco está localizada entre os municípios de Barra, Pilão Arcado e Xique-Xique e possui 1 085 000 hectares de área.
- APA Costa de Itacaré - Serra Grande está localizada entre os município de Ilhéus, Uruçuca e Itacaré e possui 62 960 hectares de área.
- APA Coroa Vermelha está localizada entre os municípios de Santa Cruz Cabrália e Porto Seguro e possui 4 100 hectares de área.
- APA Caraíva - Trancoso está localizada no município de Porto Seguro e possui 31.900 hectares de área.
- APA Caminhos Ecológicos da Boa Esperança está localizada entre os municípios de Ubaíra, Jiquiriçá, Teolândia, Wenceslau Guimarães, Taperoá, Nilo Peçanha, Cairu e Valença e possui 230 296 hectares de área.
- APA Baía de Todos-os-Santos, está localizada entre os municípios de Salvador (Bahia), Madre de Deus, Candeias, Simões Filho, São Francisco do Conde, Santo Amaro, Cachoeira, Saubara, Itaparica, Vera Cruz, Jaguaripe, Maragogipe e Salinas da Margarida e possui 800 quilômetros quadrados de área.
- APA Baía de Marimbus - Iraquara está localizada entre os municípios de Lençóis, Andaraí, Palmeiras, Iraquara e Seabra e possui 125 400 hectares de área.
- APA Baía de Guaibim está localizada no município de Valença e possui 2 222 hectares de área.
- APA Baía de Camamu está localizada entre os municípios de Camamu, Maraú e Itacaré e possui 118 000 hectares de área.
- APA Bacia do Rio de Janeiro está localizada entre os municípios de Barreiras e Luís Eduardo Magalhães e possui 351 300 hectares de área.
- APA Bacia do Cobre - São Bartolomeu, está localizada entre os municípios de Salvador e Simões Filho e possui 1 134 hectares de área.

#### Reservas extrativistas
Como a Bahia não está dentro da Amazônia, as reservas extrativistas (RESEX) foram inicialmente somente do tipo marinha. No estado estão localizadas duas RESEX marinhas já criadas, listadas abaixo, e outras duas em fase de estudo para criação (Litoral Norte da Bahia e Itacaré). Além dessas duas, há outras duas terrestres.
- Reserva Extrativista Marinha da Baía do Iguape, 8 152 hectares localizados no município de Maragogipe.
- Reserva Extrativista Marinha do Corumbau, 113 hectares localizados nos municípios de Prado e Porto Seguro
- Reserva Extrativista de Cassurubá;[26]
- Reserva Extrativista de Canavieiras.[27]

#### Outras unidades

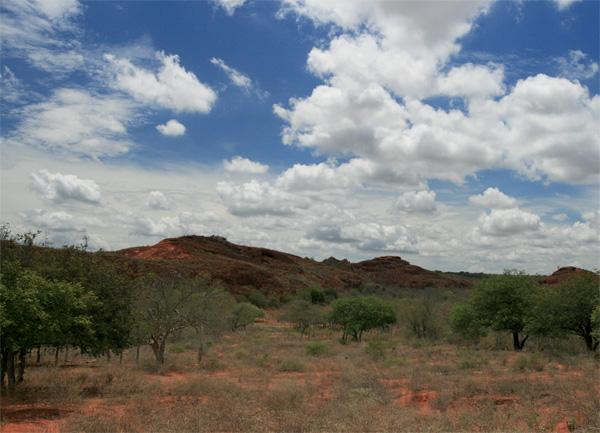
A Estação Biológica de Canudos.

Na Bahia, além das anteriores, há outras unidades de conservação, como:
- O Refúgio de Vida Silvestre das Veredas do Oeste Baiano;[28]
- A Floresta Nacional Contendas do Sincorá;[29]
- A Estação Biológica de Canudos, é uma reserva biológica particular, com área de 1 477 hectares localizados no sertão do estado da Bahia;
- A Reserva Biológica de Una.[30]